# Poolse keuken
De Poolse keuken is een keuken die vooral gekend door het gebruik van paddenstoelen en vlees- en wildgerechten. Het gebruik van zuurkool is ook wijdverspreid in Polen.

## Geschiedenis
De Poolse keuken heeft veel gemeenschappelijke kenmerken met andere Centraal-Europese keukens, in het bijzonder de Duitse, Oostenrijkse en Hongaarse keuken. Er zijn daarnaast duidelijke invloeden uit de Joodse, Wit-Russische, Oekraïense, Russische, Franse en Italiaanse keukens aanwezig.
De invloed op de Poolse keuken kwam ook via de verspreiding van het Rooms-Katholieke geloof vanaf de 10e eeuw. Vanaf de 14e eeuw kwam de invloed van de Joodse keuken want de immigratie van Joden maakte op den duur de Joodse gemeenschap in Polen tot een van de grootste van de wereld; het is omgekeerd ook de Ashkenazische invloed vanuit Polen die de Joodse keuken sterk beïnvloedde.
Italiaanse invloed kwam met de komst van Bona Sforza in het begin van de 16e eeuw die trouwde met de Poolse koning Sigismund I van Polen. Franse invloed kwam door de koning Stanislaus August Poniatowski die aan het eind van de 18e eeuw als chef-kok Tremo in dienst had, een kok die de Franse keuken goed kende en combineerde met de Poolse kooktraditie.

## Bekende gerechten

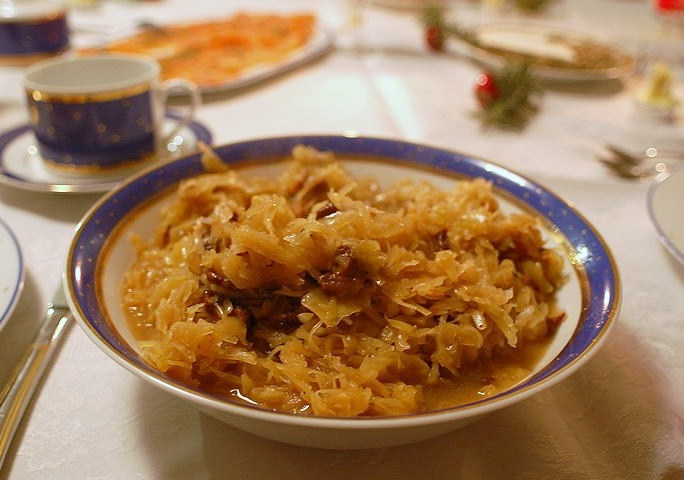
Bigos

Een aantal Poolse vleesgerechten zijn gekruid vlees met kool en zuurkool (bigos), gans (gęś), eend (kaczka) en golonka (gebraden varkenshiel, bij voorkeur met zuurkool). Enkele voorbeelden van soepgerechten zijn rode bietensoep (barszcz), zure roggesoep met worst (żurek) en zuurkoolsoep (kapuśniak).
Men gebruikt onder andere paddenstoelen in het gerecht gołąbki (koolbladeren gevuld met rijst, vlees en paddenstoelen).

### Desserts

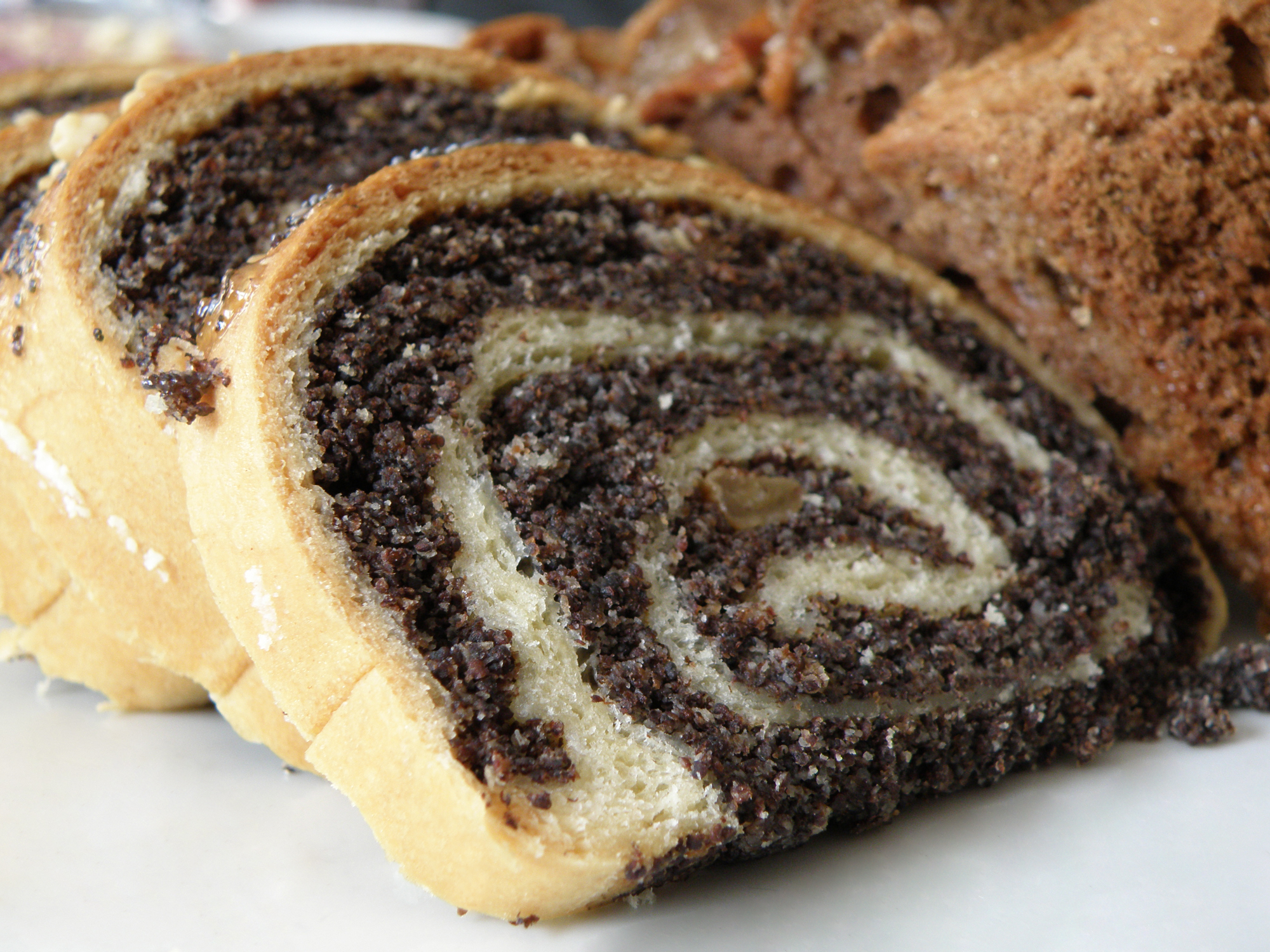
Stuk van een makowiec-cake

Bekende Poolse desserts zijn onder meer sernik (een soort kwarktaart) en makowiec (maanzaadstroedel). Andere traditionele Poolse desserts zijn pączek, faworki, peperkoek en babka.

## Drank
De populairste dranken in Polen zijn wodka en bier. Polen is de op één na grootste bierproducent van Europa (2021) en met een bierconsumptie van 96 liter per persoon staat het land op de zevende plaats in de wereld (2020).